# Цимбиола благородная
Цимбиола благородная (лат. Cymbiola nobilis) — брюхоногий моллюск из семейства волют.

## Описание

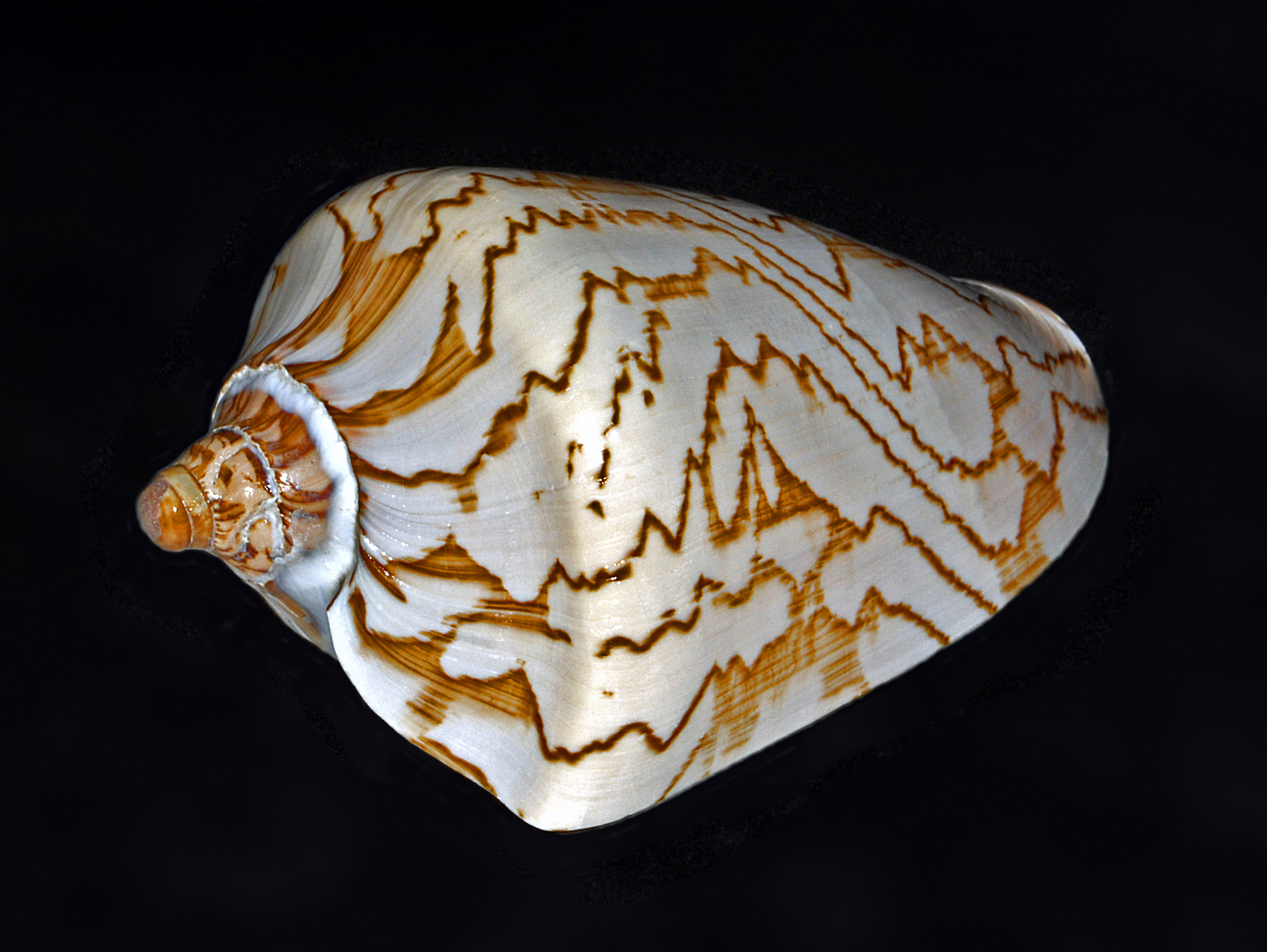

Раковина длиной 50—194 мм, максимально до 222 мм; крупная и массивная, овальная с невысоким завитком, который заканчивается крупной зародышевой раковиной. Последний оборот очень крупный, с округлым плечом, на котором находится ряд крупных бугров. Внешняя поверхность раковины гладкая и блестящая. По плечевой линии каждого оборота раковины имеется ряд высоких заострённых рожковидных выростов, которые загнуты вверх. Устье раковины изнутри белого, кремового или золотисто-кремового цвета. Наружная губа широкая, колумелла фарфоровидная золотисто-кремовая, несёт четыре крупных складкообразных зуба. Общая окраска раковины варьируется от белоснежно-белой и кремовой до розовато-коричневой, с разнообразными зигзагообразными линиями тёмно-коричневого цвета.

## Ареал
Побережья тропической части Индо-Тихоокеанского региона: от Индокитая до Филиппинских островов.

## Биология
Моллюски встречаются на глубине до 70 м на водорослях или песчано-илистых грунтах. Является хищником.